# 358
Римська імперія об'єднана під правлінням Констанція II. У Китаї правління династії Цзінь. В Індії починається період імперії Гуптів. У Японії триває період Ямато. У Персії править династія Сассанідів.
На території лісостепової України Черняхівська культура. У Північному Причорномор'ї готи й сармати. Історики VI століття згадують плем'я антів, що мешкало на території сучасної України приблизно з IV сторіччя.

## Події
- Салічні франки капітулюють перед Юліаном. Він дозволяє їм стати римськими федератами.
- Відбито напад на Паннонію квадів та сарматів.
- Констанцій II повертає папу Ліберія в Рим. Антипапа Фелікс II від'їздить у свій маєток у Португалії.